# Gustavo Fiorini
Gustavo Fiorini (Budrio, 7 aprile 1919 – ...) è stato un calciatore e allenatore di calcio italiano, di ruolo centrocampista.

## Carriera

### Giocatore
Disputa le sue prime stagioni nelle file del Molinella, e poi dell'Anconitana, con cui segnò 25 reti su 80 presenze in quattro stagioni in Serie B, con un record di 15 realizzazioni nella stagione 1940-1941 tuttavia non sufficiente ad evitare le retrocessione dei dorici. Resta nelle Marche anche nella stagione successiva conclusa con il primo posto nel girone con dieci punti di vantaggio sulla seconda, quindi nell'estate 1942 viene acquistato dal Liguria, con cui esordisce in massima serie. La stagione è negativa e si conclude con i liguri all'ultimo posto.
Dopo l'interruzione dovuta alla guerra, durante la quale milita nel Forlì, nel 1945 torna a Genova nella ricostituita Sampierdarenese nella Divisione Nazionale 1945-1946. I rossoneri chiudono all'ultimo posto il Campionato Alta Italia, con Fiorini che si mette in luce realizzando 7 reti (capocannoniere della formazione) fra cui quella che il 27 gennaio 1946 che decide l'ultimo storico derby con l'Andrea Doria prima della fusione.
Nella stagione 1946-1947 è fra i sampierdarenesi ad approdare nella neonata Sampdoria, andando a comporre l'attacco con Giuseppe Baldini, Adriano Bassetto, Edmondo Fabbri e Fabio Frugali. Dopo 10 reti all'attivo, passa all'Inter.
A Milano non riuscirà mai ad imporsi pienamente, disputando alcune partite nelle prime due stagioni per finire definitivamente fra i rincalzi (4 presenze nella terza stagione.
Torna quindi ad Ancona, per disputare ancora un campionato di Serie B e, dopo la retrocessione, uno di Serie C. Passa quindi al Piombino nel settembre 1953, disputando la Serie B 1953-1954 e il campionato di Serie C 1954-1955
Ha totalizzato complessivamente in carriera 82 presenze e 16 reti nella serie A a girone unico, e 106 presenze e 28 reti in Serie B.

### Allenatore
Nella stagione 1959-1960 ha allenato il Rimini in Serie C; successivamente ha guidato anche il Fabriano, in Serie D, e il Baracca Lugo.

## Palmarès

### Giocatore

#### Competizioni nazionali
- Serie C: 1

Anconitana-Bianchi: 1941-1942

#### Competizioni regionali
- Prima Divisione: 1

Molinella: 1936-1937